# American Megatrends
American Megatrends Inc., fazendo negócios como AMI, é uma empresa de hardware e software internacional, especializada em hardware e firmware para PC, fundada em 1985 por Pat Sarma e Subramonian Shankar em Nocross, Geórgia, Estados Unidos e atualmente sediada em Gwinnett County, Geórgia, Estados Unidos especializada em firmware (BIOS), controladores, sistemas de armazenamento de dados e sistemas integrados.
A empresa iniciou como uma fabricante de placa-mãe completas, posicionando-se no segmento sofisticado. O primeiro cliente da AMI foi a PC's Limited, hoje conhecida como Dell.
Enquanto as atividades de hardware foram progressivamente mudando para fabricantes de design original baseados no Taiwan, a AMI continuava a desenvolver firmware de BIOS para as principais fabricantes de placa-mãe. A companhia produzia software BIOS para placas-mãe (1986), placas-mãe para servidores (2002), controladores de armazenamento (1995) e placas de gerenciamento remoto (1998).
A AMI continuou em se concentrar em negócios e tecnologia OEM e ODM. A sua linha de produtos inclui ou incluía a AMIBIOS (uma BIOS), Aptio (uma successora da AMIBIOS8 baseado em padrões UEFI), software de diagnóstico, AMI EC (firmware de controladores integrados), controladores de backplane MG-Series SGPIO (para dispositivos de armazenamento SATA, SAS e NVMe), desenvolvimento de driver/firmware, e MegaRAC (firmware para BMC).

## Fundação
American Megatrends Inc. (AMI) foi fundada em 1985 por Pat Sarma e Subramonian Shankar, usando fundos de um empreendimento de consultoria anterior, Access Methods Inc.,a Access Methods foi uma empresa dirigida por Pat Sarma e seu parceiro, depois da Access Methods lançar a AMIBIOS, houve problemas legais com os donos da companhia, resultado em Sarma comprar os seus parceiros, a Access Methods ainda tinha direito da marca AMIBIOS. Sarma já havia iniciado uma empresa chamada Quintessential Consultants Inc. (QCI), e somente depois foi iniciar uma parceria igual com Shankar. 
Neste tempo a AMIBIOS já havia sido estabelecida e houve a necessidade de manter as iniciais AMI. Os parceiros renomearam a QCI como American Megatrends, com as mesmas iniciais da Access Methods; a empresa renomeada então comprou a AMIBIOS da Access Methods e Shankar se tornou presidente e Sarma como vice-presidente executivo da companhia.A parceria durou até 2001, quando a LSI Logic comprou a divisão RAID da American Megatrends; então a AMI comprou todas as ações da empresa de Sarma, fazendo Shankar o dono majoritário.